# Hermann Ehrenberg (Autor)

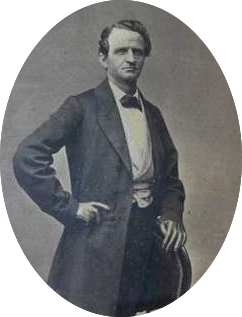
Herman Ehrenberg

Hermann Vollrath Ehrenberg (* 17. Oktober 1816 in Steuden; † 9. Oktober 1866 bei Palm Springs (Kalifornien)); englische Schreibweise: Herman Ehrenberg war ein deutscher Emigrant, Kartograph, Ingenieur und Autor. Ehrenberg fertigte die erste Landkarte des Territoriums des Gadsden-Kaufs.

## Herkunft
Hermann Ehrenberg wuchs in Steuden (Königreich Preußen) als Sohn von Johann Friedrich und Sophie Ehrenberg auf. Das Ehepaar hatte zwei weitere Söhne: Emil und Friedrich. Der Vater war als Schankwirt tätig.

## Auswanderung in die USA
Nach dem Frankfurter Wachensturm wurde Ehrenberg als Burschenschafter (er gehörte wahrscheinlich ab 1833 der Jenaischen Burschenschaft an) verfolgt. Als nicht einmal 18-Jähriger erreichte er am 11. August 1834 New York, wohin er mit dem Schiff Ludwig aus Bremen gekommen war. Er blieb ein Jahr in der Stadt, ging dann nach St. Louis und weiter per Mississippi-Dampfer nach New Orleans. Dort ließ er sich am 13. Oktober 1835 für den Texanischen Unabhängigkeitskrieg von Mexiko als Soldat werben und kam zur ersten Kompanie der New Orleans Greys.
Das Geschehen während des Feldzugs hielt Ehrenberg später in seinem Buch fest. 1836 erhielt er ein Entlassungsgeld von 130 US-Dollar. Er kehrte nach New Orleans zurück, arbeitete dort an seinen Kriegsmemoiren und verbesserte seine Englischkenntnisse.

## Rückkehr nach Deutschland
Ehrenberg kehrte nach Deutschland zurück. Er soll Bergbau in Freiburg im Breisgau studiert haben.
Er wohnte in Halle (Saale) und stellte dort sein Buch fertig, das 1843 mit dem Titel Texas und seine Revolution erschien. Ein Jahr später folgte eine weitere Ausgabe als Der Freiheitskampf in Texas im Jahre 1836  [The Struggle for Freedom in Texas in the Year 1836]. Auch bot er Englisch-Unterricht an der Universität Halle an.

## Zurück in den USA
1844 ging Ehrenberg wieder in die USA. Er entwarf den Bauplan für das Gefängnis in Portland (Oregon). Er segelte nach Honolulu, wo er einige Monate bei der Stadtverwaltung arbeitete und einen Stadtplan anfertigte. Es folgten wechselnde berufliche Stationen. So arbeitete er als Ingenieur in Gold- und Silberbergwerken in Arizona und als Landvermesser in Kalifornien, New Mexico, auf Honolulu, Hawaii und in Colorado City, Arizona. 1863 bis 1866 war er auch Verbindungsmann für die Mojaves in der Colorado River Reservation. Er veröffentlichte Artikel in Mining Magazine and Journal of Geology und im Arizona Weekly. 1865 wurde Ehrenberg Mitglied der Convention (Stadtratsabgeordneter) in Tucson.
Am 9. Oktober 1866 wurde er Opfer eines Raubmordes in Dos Palmas in Kalifornien.

## Ehrungen
Das United States Board on Geographic Names hat einen Berggipfel im Grand-Canyon-Nationalpark nach Ehrenberg benannt: den Ehrenberg Point, der eine Höhe von 2.074 Meter hat.
Die Ortschaft Mineral City an der Grenze zwischen Kalifornien und Arizona wurde 1869 in Ehrenberg umbenannt.

## Varia
Mit der Kriegsteilnahme hatte Ehrenberg Anspruch auf ein Stück Land in Texas erworben. Doch erst nahezu 40 Jahre später wurde dies Wirklichkeit: Seine deutschen Verwandten bekamen insgesamt 3000 Acres als nachträgliche Belohnung für dessen Verpflichtung, für Texas in den Kampf zu ziehen.

## Werke
- Fahrten und Schicksale eines Deutschen in Texas, Otto Wigand, Leipzig 1845, 258 Seiten, DNB 579329852, Digitalisat.
- Adventures of a German Boy in Texas' Revolution – englischsprachige Version des zuvor genannten Buchs
- Der Freiheitskampf in Texas im jahre 1836, Otto Wigand, Leipzig 1844
- Texas und seine Revolution, Otto Wigand, Leipzig 1843, Digitalisat
- A Guide to the Herman Ehrenberg Narrative, 1845. Abgerufen am 18. September 2017 (1845, is a typescript copy of Ehrenberg’s account of the battle of Coleto, 1836 and the Goliad Massacre, 1836).